# The Chordettes
The Chordettes era il nome di un girl group statunitense in auge negli anni cinquanta, specializzato in musica popolare, solitamente di genere doo-wop, eseguita con canto a cappella.
Nel 2001 è stato inserito nella Vocal Group Hall of Fame.

## Storia
Il gruppo si è formato a Sheboygan (Wisconsin) nel 1946. Fondatrici sono state Janet Ertel (1913-1988), la cognata Carol Bushman, Dorothy Schwartz e Jinny Osborn (1928-2003).
Nel 1952 Lynn Evans ha sostituito Dorothy Schwartz, mentre nel 1953 Margie Needham sostituì Jinny Osborn, in attesa di un figlio, la quale comunque è tornata più tardi a far parte del gruppo. Nancy Overton ha fatto parte del gruppo alla fine della loro carriera.

## Principali successi
- Mr. Sandman (1954), di cui versioni remixate vennero eseguite nella colonna sonora dei film Philadelphia, Ritorno al futuro, Mr. Nobody, Io e zio Buck, Il signore della morte e dal gruppo musicale tedesco Blind Guardian
- Teenage Goodnight (1956)
- Lay Down Your Arms (1956)
- The Wedding (1956)
- Born to Be with You (1956)
- Eddie My Love (1956)
- Just Between You and Me (1957)
- Soft Sands (1957)
- Lollipop (1958)
- Zorro (1958)
- A Girl's Work Is Never Done (1959)
- No Other Arms, No Other Lips (1959)
- Faraway Star (1961)
- Never on Sunday (1961)